# Фердинандеа
Фердинандеа (сиц. Ferdinandea, фр. Île Julia, енгл. Graham Island) је вулканско острво које се 7. јула 1831. изненада појавило у Средоземном мору у близини Сицилије. У августу исте године, док се још пушило избацујући облаке дима пепела и паре, Енглеска га је прогласила за свој посед. Крајем октобра острво је почело да нестаје. Прво је нестао кратер, а таласи су га потпуно разорили и прекрили већ у новембру.